# La Chapelle-Hullin
La Chapelle-Hullin ist eine Ortschaft und eine Commune déléguée in der französischen Gemeinde Ombrée d’Anjou mit 128 Einwohnern (Stand: 1. Januar 2022) im Département Maine-et-Loire in der Region Pays de la Loire. Die Einwohner werden Castel-Hullinois genannt.
Die Gemeinde La Chapelle-Hullin wurde am 15. Dezember 2016 mit neun weiteren Gemeinden, namentlich Chazé-Henry, Combrée, Grugé-l’Hôpital, Noëllet, Pouancé, La Prévière, Saint-Michel-et-Chanveaux, Le Tremblay und Vergonnes zur neuen Gemeinde Ombrée d’Anjou zusammengeschlossen. Die Gemeinde gehörte zum Arrondissement Segré und zum Kanton Segré.

## Geografie
La Chapelle-Hullin liegt etwa 45 Kilometer nordwestlich von Angers am Fluss Araize. 

## Bevölkerungsentwicklung
| Jahr                       | 1962 | 1968 | 1975 | 1982 | 1990 | 1999 | 2006 | 2013 |
| Einwohner                  | 287  | 245  | 200  | 170  | 145  | 140  | 135  | 137  |
| Quellen: Cassini und INSEE |      |      |      |      |      |      |      |      |

## Sehenswürdigkeiten
- Kirche Saint-Pierre aus dem 13. Jahrhundert

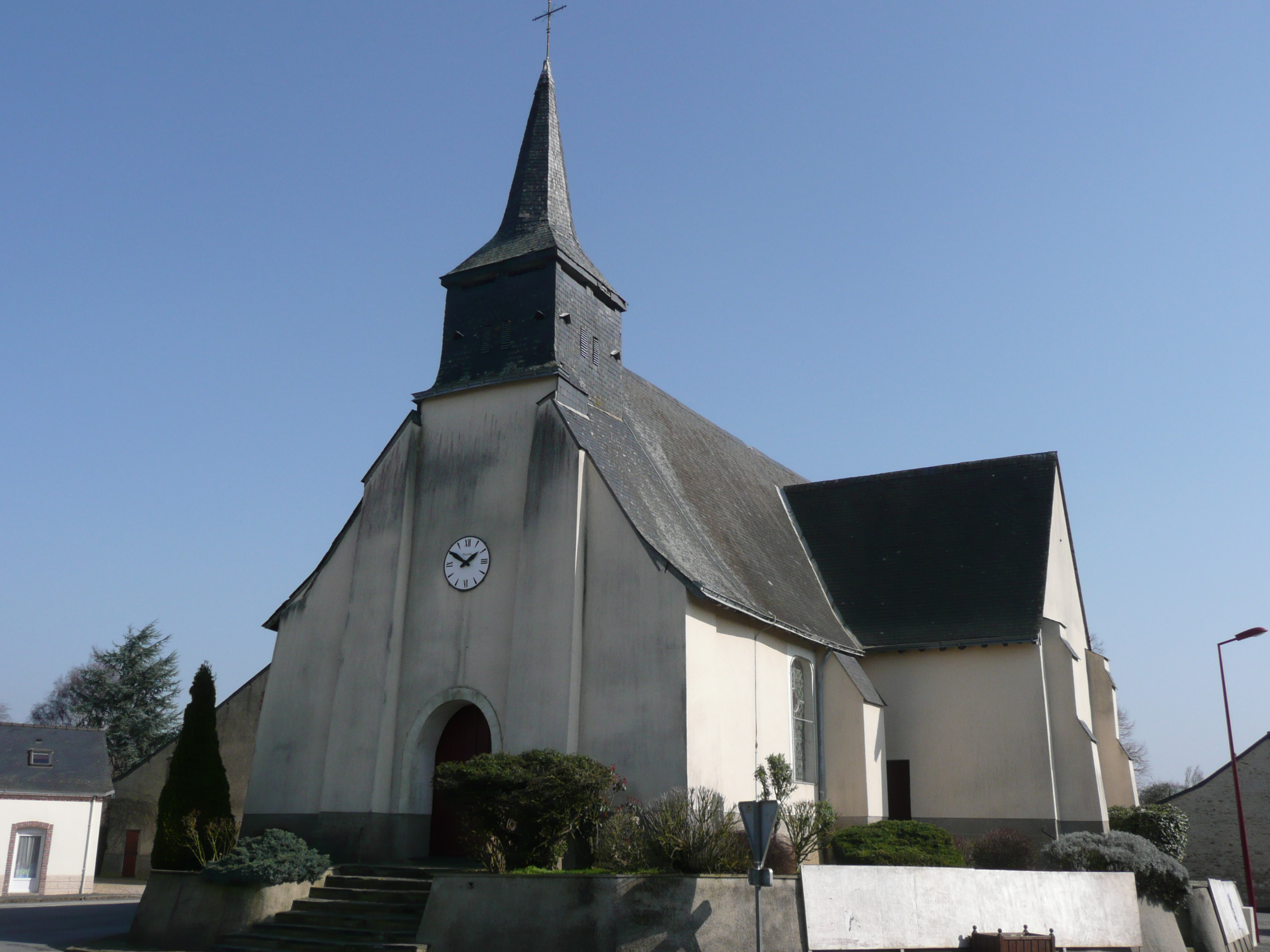
Kirche Saint-Pierre